# 野瀨育二
野瀨育二（日语：／ Nose Ikuji，1974年1月9日—），日本男性配音員、演員。出身於滋賀縣。

## 人物簡介
以前經歷賢Production、劇團獸申、自由身，2011年現在是東京俳優生活協同組合所屬。音域：男中音。興趣：網球、釣魚。

## 演出作品

### 電視動畫
2003年
- 萬花筒之星（記者）
- DEAR BOYS（柳本和雄）

2004年
- 攻殼機動隊 S.A.C. 2nd GIG（恐怖分子）
- 琉球武士瘋雲錄（天狗）

2013年
- 探險托里蘭托 -千年真寶-（住民）
- 變態王子與不笑貓（男學生D）

2014年
- 最近，妹妹的樣子有點怪？（客人A）
- 四月是你的謊言（2014～2015，審查員、觀眾）
- 白銀的意志 ARGEVOLLEN（飛行員、幹部）
- SHIROBAKO（山渕）
- 天體的秩序（老師）
- 魔法科高中的劣等生（三高男學生）
- 飆速宅男（觀眾）

2015年
- 亞爾斯蘭戰記（士兵）
- ALDNOAH.ZERO（中隊長）
- 機動戰士鋼彈 鐵血的孤兒（2015～2017，加拉爾霍恩士官、多爾特組合員、多爾特勞動者、伯德溫家管家、地平線團飛行員、葛蘭部下 等）2系列
- 金田一少年之事件簿R (第2期)（計程車司機、刑警）
- GATE 奇幻自衛隊（2015～2016，盗賊、長老、夏目防衛大臣、長老、老賢者）2系列
- Charlotte（教師B、主裁判、乙坂步未的班主任、小池醫師、心靈感應能力者、體育教師、保鏢A）
- 下流梗不存在的灰暗世界（騎摩托車的叔叔、善導課幹部B）
- 食戟之靈（2015～2018，前議員、岡本克典、店主A、店主、漁夫B 等）4系列
- 高校星歌劇（觀眾）
- 戰姬絕唱SYMPHOGEAR GX（2015～2017，操縱士B、黑衣人、巴爾韋德軍部隊長、飛行員、隊員D）2系列
- 在地下城尋求邂逅是否搞錯了什麼（成員A、加努的同伴B、冒險者、冒險者E）
- 小長門有希的消失（電視轉播（解說））
- 重裝武器（2015～2016，士兵、情報同盟記者、正統王國兵、操作員、整備隊隊長 等）
- 亂步奇譚 拉普拉斯的遊戲（直升機攝影師）

2016年
- Re:從零開始的異世界生活（鬼族民眾）2020年第1期新剪輯版放送
- Active Raid -機動強襲室第八係-（副機長、警官A、警察無線、不良C、木下 等）2系列
- 藍海少女！（潛水員B）
- 暗殺教室（潮田渚的父親）
- 歌之王子殿下 真愛Legend Star（製作人A）
- 超自然9人組（主播、電話中的男人）
- 黑骸（操作員C、喬恩、林、駕駛員）
- 齊木楠雄的災難（2016～2018，神田品助〈校長〉、男學生C、老爺爺幽靈、小混混、男性 等）2系列 + 完結篇
- 最弱無敗神裝機龍（系統聲音）
- Schwarzesmarken（彼得·威德曼）
- 時間飛船24（總統、隨扈、男1）
- TABOO TATTOO -禁忌咒紋-（教師、部下、槍手、市民、操縱士）
- Dimension W（船長、警備員、學生、Qi隊員、新特斯拉前總裁）
- 漂流武士（妖精、歐爾特兵副隊長、貴族）
- 七大罪 聖戰的預兆（町人B）
- 發條精靈戰記 天鏡的極北之星（涅吉夫·哈路路姆）
- Battle Spirits Double Drive（主、部下A）
- 舞武器·舞亂伎（取調官、兵、技術部長）2系列
- 輕拍翻轉小魔女（村人）
- 疾走王子Alternative（青葉南平[4]）
- 魔法少女育成計劃（細波華乃的父親）
- 名偵探柯南（男性客人、男性、石崎、澤田良介、戶崎敬大）
- 路人超能100（竹中）
- 小桃小栗 Love Love物語（負責的學生）
- Regalia 三聖星（居民）
- Lostorage incited WIXOSS（叔叔）
- WWW.WORKING!!（男性客A）

2017年
- MARGINAL＃4 由KISS開始創造的Big Bang（男子D）
- 昭和元祿落語心中 -助六再現篇-（師父、廚師、客、部長、前座、番頭）
- Classica Loid（2017～2018，教練、教頭、黑衣人、巴赫化的人們、的男性）
- 青之驅魔師 京都不淨王篇（驅魔師、勝呂達磨）
- 南鎌倉高校女子自行車社（職員）
- Rewrite 2nd Season -Moon篇 Terra篇-（隊長、幹部）
- 風夏（觀眾）
- 人渣的本願（教師）
- 幼女戰記（財務官）
- 來自「没有榮耀的天才們」的故事（日语：栄光なき天才たち）（男B[5]）
- Re:CREATORS（整備員、官僚、新聞主播）
- 快盜天使BREAK（男性教師、校長）
- 櫻花任務（辰男[6]）
- 劍姬神聖譚 在地下城尋求邂逅是否搞錯了什麼 外傳（哈夏納·德魯利亞）
- 有頂天家族2（親衛隊A、副學部長）
- ID-0（研究者3）
- 騎士&魔法（沙隆尼老師）
- 妖怪公寓的優雅日常（不動產屋B、社員C）
- 最遊記RELOAD BLAST（妖怪、村人、衛兵、官員、隊員 等）
- 動作女英雄啦啦水果（店主、酒屋店主）
- 咕嚕咕嚕魔法陣 (2017年版)（柯柯麗的父親、崽蠻）
- Princess Principal（男、肯尼）
- 血界戰線 & BEYOND（總統特使的親信）
- 偶像大師SideM（會長）
- Just Because！（進藤）
- Code:Realize ～創世的公主～（寫真屋）
- 奇諾之旅 -the Beautiful World- the Animated Series（老夫）
- 銀魂.（寺門通親衛隊A）

2018年
- BORUTO -火影新世代- NARUTO NEXT GENERATIONS-（2018～2019，伊勢烏冬、町長、製作人）
- 比宇宙更遠的地方（學年主任、老師）
- IDOLiSH7（導演、節目製作人）
- 龍王的工作！（黑衣人）
- 擅長捉弄人的高木同學（2018～2019，國語老師）2系列
- 紫羅蘭永恆花園（喬納斯·葛雷厄姆、父親）
- 博多豚骨拉麵團（買家）
- 霸穹 封神演義（廣法天尊）
- 賽馬娘 Pretty Derby（記者）
- 鋼彈創鬥者 潛網大戰（科西）
- 重神機潘多拉（難民）
- 極道超女
- 錢進球場（沖田）
- 刀劍神域外傳Gun Gale Online（Nobu、Borno）
- 黃金神威（士兵們、銀行分店長、老人、尼芙赫男人）3系列
- 刃牙 (第2作)（不良C）
- 後街女孩（粉絲C）
- 昴宿七星（節目主播）
- 暮光幻影（部下、警備員）
- 天狼 Sirius the Jaeger（新聞社社員、參謀總長）
- JoJo的奇妙冒險 黃金之風（2018～2019，土產店、爺、醫生1、阿帕基的警察同事）
- 終將成為妳（小糸侑的父親）
- 隔壁的吸血鬼美眉（民衆B）
- 哥布林殺手（邪神官）

2019年
- 多羅羅（男、傭兵）
- 飛翔吧！戰機少女（艦長）
- revisions（AHRV指揮官）
- B-PROJECT ～絕頂*Emotion～（田所）
- 輝夜姬想讓人告白～天才們的戀愛頭腦戰～（上司〈男〉）
- 荒野的壽飛行隊（拉哈瑪代表、助理）
- 魔法水果籃（店員）
- Fairy Gone（拍賣會來賓、漢斯·艾弗梅德）
- 賢者之孫（魔人）
- 卡羅爾與星期二（AI攝像師、警備員B、保鏢、斯基普樂隊成員B、審查員B 等）
- 彼方的阿斯特拉（刑警）
- 女高中生的虛度日常（大盛）
- 炎炎消防隊（第5隊員、聖陽教徒）2系列
- 碧藍幻想 The Animation Season 2（研究員A）
- 星合之空（布津凜太朗的父親）

2020年
- 淘氣貓2020：家有圓圓?! ～我家的圓圓你知道嗎～（河原萬太）
- 夢夢貓（牛二）
- 噴嚏大魔王2020（店員）
- 炎炎消防隊 貳之章（聖陽教徒）
- 魔物娘的醫生（哈比男A）
- 魔女之旅（那邊村子的村民）
- 暮蟬悲鳴時業（住人）

2021年
- 暮蟬悲鳴時業（村民）
- 無職轉生～到了異世界就拿出真本事～（巴奇洛）
- Fairy蘭丸（惠夢的父親）
- 佐賀偶像是傳奇 捲土重來（攝影技師）
- 緋紅結繫（評論員）
- 現實主義勇者的王國重建記（祖父）
- 東京卍復仇者（刑事）
- 結城友奈是勇者 -大滿開之章-

2022年
- 食鏽末世錄（賣蟲毒壺的人）
- 永遠的831（司機）
- 史上最強大魔王轉生為村民A（傑克）
- 名偵探柯南 零的日常（加爾森）
- 舞動不止（主持人、都的父親）
- 哆啦A夢（大叔、狗）
- 福星小子（老師）

2023年
- 殭屍100～在成為殭屍前要做的100件事～（中年男）
- 川越男子歌唱團（教師）

2024年
- 忍者亂太郎（客人、騎馬隊、家主）
- 偶像大師 閃耀色彩（舞台監督[7]）
- 星辰墜落之國的妮娜（博格大臣）
- 去參加聯誼，卻發現完全沒有女生在場

2025年
- 青之驅魔師 終夜篇（勝呂達磨）
- 蠟筆小新（快遞員）
- 安妮·雪利（前面座位的男人）
- LAZARUS 拉撒路（服務員、操作員）
- 歡迎光臨流放者食堂！（夜之霧團）
- 光逝去的夏天（村民）
- 去唱卡拉OK吧！（大哥[8]）
- 膽大黨 第2期（寺仁的父親）

### OVA
2015年
- 翠星上的加爾岡緹亞 ～遙遠的巡迴航路～ 後篇（陸地國家聯絡員）

2018年
- 血界戰線 & BEYOND（惡黨、觀眾）

### 電影動畫
2016年
- 劇場版 偵探歌劇 少女福爾摩斯 ～逆襲的福爾摩斯～（校內廣播）

2018年
- 莉茲與青鳥（導師）

2020年
- 劇場版 SHIROBAKO（山渕篤、GEPEWU忍者A[9]、西瓜[10]）

### 網路動畫
2016年
- 哨聲響起 (聲音重錄版)（上條）

2018年
- A.I.C.O. -Incarnation-（部下C、教師）

2019年
- 7SEEDS 幻海奇情（廣播1）
- 齊木楠雄的災難 再啟動篇（玩家E、神田品助〈校長〉）

2020年
- 哈磊露亞 -命運的選擇-（議員）

### 遊戲
- OZ（凱因）
- 火焰聖母 ～The Virgin on Megiddo～（日语：火焔聖母 〜The Virgin on Megiddo〜）
- 鍊金術士系列（路維赫·華來希）
  - 瑪那鍊金術 ～學園鍊金術士們～ 攜帶版+
  - 瑪那鍊金術2 ～沒落學園與鍊金術士們～（日语：マナケミア2 〜おちた学園と錬金術士たち〜）
- 幻想水滸傳系列（辛格爾德）
  - 幻想水滸傳IV（日语：幻想水滸伝IV）
  - 幻想水滸傳狂想曲（日语：Rhapsodia）
- （中辻教授）
- 侍魂系列（水邪）
  - 侍魂：零
  - 侍魂：零SPECIAL
  - 侍魂：天下一劍客傳
  - 侍魂六番勝負[注 1]
- 式神物語 ～中二病拯救世界～（夜雀[11]）
- 迷宮旅人2 王立圖書館與魔物封印（日语：ダンジョントラベラーズ2 王立図書館とマモノの封印）
- 比翼連理的戀人～連理的夢～（璋搖）
- 疾走王子（伊泉忍[12]）
- 公主協奏曲（日语：プリンセスコンチェルト）（聖伽南國王、士兵）
- 瑪那鍊金術2 ～沒落學園與鍊金術士們～（日语：マナケミア2 〜おちた学園と錬金術士たち〜）

### 廣播劇CD
- Chaosic Rune（日语：カオシックルーン）（大林道雄、相馬繪理的父親）
- 奮戰吧！賽巴斯汀（日语：戦う!セバスチャン）（洛貝魯特·艾伯特）
- 高嶺與花（2019年，野野村花的父親）[注 2]

### BLCD
- 如果30歲還是處男，似乎就能成為魔法師（2019年，社長）

### 旁白
- The 激磯
- Phishing Plan

### 外語配音
※作品依英文名稱及英文原名排序。

#### 電影
- Ulitimate Battle 日本忍者VS少林武僧

#### 電視影集
- Le loup garou du campus／Big Wolf On Campus（英语：Big Wolf on Campus）（男學生 等）
- Higher Ground（英语：Higher Ground (TV series)）（Jorge）
- 奇妙故事攝影棚（英语：Incredible Story Studios）
- 黃飛鴻新傳系列
  - 黃飛鴻新傳之辛亥革命
  - 黃飛鴻新傳之無頭將軍
  - 黃飛鴻新傳之理想年代（Thomas）

### 電視劇
- 夏日傾情 第1話（2013年7月8日，富士電視台）[注 3]

## 腳註

## 外部連結
- 東京俳優生活協同組合公式官網的聲優簡介 （页面存档备份，存于） （日語）
- 劇團獸申所屬期間的團員簡介 （日語）
- （日語）－野瀨育二的官方個人部落格。